# Elsa Hemat
 (juillet 2025).
Elsa Hemat, née le 11 mai 1982 à La Trinité en Martinique, est une sportive française spécialisée dans les sports de combat.
Elle est notamment active en boxe anglaise, kick-boxing, full-contact et MMA.

## Biographie

### Enfance et débuts sportifs
Originaire du Gros-Morne en Martinique, Elsa pratique plusieurs disciplines dès son plus jeune âge :
- le karaté au Judydara Club,
- l’athlétisme au Réveil Sportif du Gros-Morne,
- la natation au complexe sportif Coralie Balmy à Sainte-Marie.

### Installation en métropole
Elle s’installe en métropole pour poursuivre une carrière de haut niveau dans les sports de combat, notamment le karaté et le full contact.

## Parcours sportif

### Palmarès
- Championne de France professionnelle de Boxe Anglaise Super Légère (2021)
- Vice-Championne WBC Francophone (2022)
- Championne d'Europe ISKA Full Contact (2011)
- Vice-Championne du Monde Kick-boxing WKA (2011)
- Championne du Monde WMAG K-1 (2014, Genève)
- Vice-Championne d'Europe WAKO Pro Full (2015, Milan)
- Vainqueur Tournoi NAGA NO-GI débutant (2017)
- Demi-finaliste Championnat de France Pro K-1 FFKMDA (2018)
- Championne de la Coupe de France Full Contact (2004, 2010)

### Transition vers le MMA
En 2024, Elsa s’engage en MMA professionnel avec l’organisation HEXAGONE MMA. Elle remporte son premier combat par TKO contre Pavla Kladivova à Dijon en février 2024.

### Distinctions majeures
| Année      | Compétition                   | Discipline    | Résultat        |
| ---------- | ----------------------------- | ------------- | --------------- |
| 2022       | WBC Francophone               | Boxe anglaise | Vice-championne |
| 2021       | Championnat de France Pro     | Boxe anglaise | Championne      |
| 2018       | Championnat de France Pro K-1 | K-1           | Demi-finaliste  |
| 2017       | NAGA NO-GI                    | Grappling     | Vainqueur       |
| 2015       | WAKO Pro Europe               | Full Contact  | Vice-championne |
| 2014       | WMAG Monde (Genève)           | K-1           | Championne      |
| 2011       | ISKA Europe                   | Full Contact  | Championne      |
| 2011       | WKA Monde                     | Kick-Boxing   | Vice-championne |
| 2004, 2010 | Coupe de France               | Full Contact  | Championne      |